# حسن عسکری
ابومحمد حسن بن علی بن محمد (به عربی: أبو محمّد الحسن بن علیّ بن محمّد؛ زادهٔ ۸ ربیع‌الثانی ۲۳۲ هجری قمری برابر با ۸۴۶ میلادی در مدینه – درگذشتهٔ ۸ ربیع‌الاول ۲۶۰ هجری قمری برابر با ۸۷۴ میلادی در سامرا) ملقب به ابن الرضا و معروف به عسکری، یازدهمین امام شیعیان دوازده امامی پس از پدرش هادی و قبل از پسرش مهدی بود. او و پدرش امامین عسکریین نامیده می‌شوند زیرا شهر سامرا — که مجبور به زندگی در آن بودند — در واقع یک اردوگاه نظامی بود.
وی بیشتر طول عمرش را در حبس خانگی به سر برد؛ مخصوصاً به دلیل قول مشهوری که بیان می‌کرد وی صاحب فرزندی خواهد شد که به‌عنوان منجی آخرالزمان قیام خواهد کرد تا زمین را از عدالت پر کند. حسن عسکری طی سال‌های امامت خود در سامرا تحت محدودیت‌های اعمال‌شده از سوی خلافت عباسیان می‌زیست. وی زیر نظر جاسوسان خلیفه‌های وقت بود و لذا نمی‌توانست با شیعیان ارتباط آزادانه داشته باشد و تنها خواص اصحابش با وی شخصاً ارتباط داشتند. وی در سال ۲۶۰ ه‍.ق بیمار شد. معتمد، خلیفهٔ عباسی، چند نفر مراقب به همراه پزشک و قاضی القضات را بر بالین وی فرستاد. نهایتاً وی در اثر این بیماری در ۸ ربیع‌الاول آن سال مقارن با اول ژانویه ۸۷۴ درگذشت. به‌نوشتهٔ منابع شیعی، عاقبت به دستور معتمد خلیفهٔ عباسی مسموم، و در سامرا در کنار قبر پدرش علی هادی مدفون شد. او پس از انجام مراسم در منزلش دفن شد. بنا بر روایت شیخ طوسی، عثمان بن سعید در طول بیماری حسن عسکری بر بالین وی بود و مراسم غسل و خاک‌سپاری را به جا آورد.

## شرایط سیاسی و اعتقادی زمانه
از زمان حکومت متوکل عباسی (خ. ۲۳۲–۲۴۷ ه‍.ق/۸۴۷–۸۶۱ م)، سیاستِ مُدارای مأمون (خ. ۱۹۸–۲۱۸ ه‍.ق/۸۱۳–۸۳۳ م) و خلفای پس از وی با شیعیان، یکباره به کنار گذشته شد. در دوران متوکل، به دستور او حرم حسین بن علی تخریب، و امام دهم شیعه، هادی، به همراه فرزندش حسن عسکری از مدینه به سامرا، پایتخت متوکل، فراخوانده شد تا تحت نظارت خلیفه باشد. متوکل از هیچ وسیله‌ای در آزاررساندن و بی‌احترامی به وی دریغ نمی‌کرد. گزارش‌ها حاکی از آن است که فشار شدیدی بر امامان در سامرا می‌آمد و شیعیان در عراق و حجاز در شرایط دشواری زندگی می‌کردند. منتصر، پسر و جانشین متوکل این سیاست‌ها را برداشت و در نتیجه امام هادی آزادی بیشتری پیدا کرد. سیاست‌های متوکل در زمان مستعین (خ. ۲۴۸–۲۵۲ ه‍.ق/۸۶۲–۸۶۶ م) هم ادامه یافت. در دوران آخرین امامان شیعه، شبکه‌ای از وکلا شکل گرفته بود؛ البته این شبکه بیشتر از آنکه به‌مانند سایر شبکه‌های علویِ آن زمان — نظیر اسماعیلیه، زیدیه، نوادگان حسن بن علی — به‌قصد برپایی قیام تشکیل شده باشد، کار گردآوری وجوهات دینی مانند خمس و زکات را انجام می‌داد.
به‌واسطهٔ سیاست‌های اداری، مالی و نظامی متوکل ازجمله ولخرجی فراوان، عدم ثبات مقامات اداری و تغییر مکان پایتخت به سامرا و نیز چرخش مذهبی وی به سمت حنابله، خلافت تضعیف شد و با قتل وی در ۲۴۷ ه‍.ق/۸۶۱ م توسط غلامان ترک، زمینهٔ زوال قدرت عباسیان فراهم شد. با وقوع جنگ داخلی در بغداد و سامرا طی یک دهه پس از مرگ متوکل که به کشته‌شدن چهار خلیفه انجامید، امپراتوری عباسی عملاً تکه‌تکه شد و سلسله‌های نسبتاً مستقلی توسط قدرت‌های نظامی محلی تحت عنوان «امیر» در جای‌جای سرزمین‌های اسلامی ظهور کردند. این سلسله‌های جدید مانند صفاریان، برخلاف امرای قبلی نظیر طاهریان، در پی خودمختاری و مرکزگریزی بودند.
شرایط سیاسی و مذهبی سال‌های آخر امامت حسن عسکری و نخستین دهه‌های پس از مرگ او — همزمان با خلافت معتمد عباسی (خ. ۲۵۶–۲۷۹ ه‍.ق/۸۷۶–۸۹۲ م) — بسیار پرچالش بود. این دوران به جهت سیاسی، مصادف بود با عصر ضعف خلافت عباسیان؛ بدین صورت که آنان از اعمال مؤثر حاکمیت خود، جز در بخش محدودی از سرزمین عراق، ناتوان بودند. در این دوره، افراد مختلف در جای‌جای قلمرو عباسیان قیام کرده بودند و سرزمین مسلمانان دچار تجزیه سیاسی شده بود. معتمد عباسی، حسن عسکری را — که رقیبی بالقوه برای خلافت به‌شمار می‌رفت — در سامرا تحت نظارت و مراقبت قرار داده و او را حتی از ملاقات با پیروانش نیز بازداشته بود. از سوی دیگر، شیعیان زیدی به رهبری داعی کبیر در سال ۲۵۰ه‍.ق/۸۶۴ م. دولتی را در طبرستان تأسیس کردند.
در دورهٔ عسکری گروه‌های کوچکی از غلات نیز فعال بودند که ویژگی‌های پیامبرانه و حتی خدایی برای امامان قائل بودند. این گروه‌ها عبارت بودند از نمیریه، پیروان محمد بن نصیر نمیری در کوفه؛ اسحاقیه، پیروان اسحاق بن محمد نخعی در بصره، بغداد و مدائن؛ و حسکیه، پیروان علی بن حسکه در قم.

## تولد و سالهای اولیه زندگی
ولادت حسن عسکری به سال ۲۳۱ یا ۲۳۲ ه‍.ق در مدینه رخ داده است. برطبق اغلب منابع، وی در مدینه متولد شده است و به‌نوشتهٔ احمد پاکتچی گزارش منابعی نظیر ابن شهرآشوب و ابن حاتم عاملی که وی را متولد سامرا دانسته‌اند، نادرست است. البته برخی نظیر دوایت دونالدسون در این موضوع تردید کرده و گفته‌اند، ولادت وی مصادف با زمانی است که متوکل، خلیفه عباسی، به پدرش هادی مظنون شده بود و قصد داشت او را به همراه خانواده‌اش از مدینه به سامرا منتقل کند، تا از نزدیک او را زیر نظر داشته باشد. از این رو معلوم نیست آیا حسن عسکری در مدینه متولد شده یا سامرا. ویلفرد مادلونگ، تاریخ ورود علی هادی و خانواده‌اش به سامرا را ۲۳ رمضان سال ۲۳۳ ه‍.ق (۱ مه ۸۴۸ م) می‌داند. شیخ مفید این تاریخ را جمادی‌الثانی ۲۴۳ ه‍.ق (اکتبر ۸۵۷ م) ذکر می‌کند، که به نظر مادلونگ نادرست است. همچنین هانس هالم تاریخ عزیمت حسن عسکری به همراه پدرش به سامرا را ۲۳۳ یا ۲۳۴ ه‍.ق می‌داند. بدین ترتیب، حسن عسکری اغلب سال‌های عمرش را در سامرا زیست و جز یک بار برای سفر به مکه به قصد حج، این شهر را ترک نکرد.
در سامرا، حسن بیشتر وقتش را صرف تعلیم قرآن و شریعت کرد و به‌گفتهٔ دونالدسون ممکن است در آنجا به زبان‌آموزی هم اشتغال داشته، چون در سال‌های بعد قادر بود با هندی‌ها به زبان هندی، با ترک‌ها به زبان ترکی و با ایرانی‌ها به زبان فارسی سخن بگوید. اما به اعتقاد شیعیان، توانایی سخن گفتن به تمام زبان‌های بشری به‌وسیلهٔ خداوند به ائمه داده شده است.
مادر عسکری، مثل مادر بسیاری از ائمهٔ شیعه، از بردگان آزادشده‌ای بود که بعد از تولد فرزندانش «ام ولد» (مادر فرزندان) نامیده شد. اسم وی «حدیث» بود، گرچه اسامی سوسن، غزال و سلیل هم برایش ذکر شده است. حسن عسکری برادران دیگری هم داشت ازجمله جعفر که به جعفر کذّاب یا جعفر ثانی معروف شد. برادر دیگرش حسین نام داشت که به همراه حسن و به یاد دو جدشان حسن بن علی و حسین که «سبطین» نامیده می‌شدند، سبطین نام گرفتند. همچنین وی برادر بزرگتری به نام محمد (۲۲۸–۲۵۲ ه‍.ق) داشت.
کنیهٔ عسکری ابومحمّد و القابش صامت، زکی، خالص، نقی، هادی، رفیق است. او در بین شیعیانش به ابن الرضا (فرزند رضا، امام هشتم شیعیان) معروف بود. وی همانند پدرش لقب عسکری داشت و این لقب از عسکر سامرا گرفته شده است.

## خانواده

### همسر و فرزندان
به‌نوشتهٔ احمد پاکتچی حسن عسکری هرگز همسری اختیار نکرد و نسل وی از طریق کنیزی ادامه یافت که در منابع با نام‌های متعدد از وی یاد شده است. مشهورترین نام در منابع «صقیل» است هرچند نرجس در طی سده‌های پسین رواج یافته است. همچنین اسامی سوسن، ریحانه و مریم نیز آمده است. بر اساس اطلاعات ارائه‌شده در کتاب‌های شیعه در سدهٔ چهارم و پنجم قمری — که به زندگانی حجت بن الحسن پرداخته‌اند، نظیر آثار شیخ توسی، ابن بابویه و نعمانی — نام‌های متعددی برای همسر حسن عسکری نقل شده است، مانند نرجس، ریحان، سوسن و مریم. برطبق همین روایات مادر مهدی کنیزی سیاه‌پوست از نوبیه بوده است. سه نام اول که معمولاً از نام‌هایی بوده که در آن زمان بر کنیزان نهاده می‌شده است گواهی بر این دسته از روایات هستند. در روایتی دیگر مادر مهدی موعود دختر سزار روم شرقی بوده است که به اسارت مسلمانان در می‌آید و به‌صورت برده در بغداد به یکی از یاران هادی فروخته می‌شود. علی هادی نیز این کنیز را به عقد فرزندش درمی‌آورد. به نظر مورخان این روایت از دیدگاه تاریخی صحت ندارد و جنبه‌ای افسانه‌ای و تذکره‌ای دارد.
در روایت رایج بین مردم، گفته می‌شود که همسر عسکری، نرگس خاتون، مادر مهدی موعود، دختر امپراطوری روم شرقی بوده است که پیرو توصیه‌ای که به او در عالم رؤیا شده، خودش را به بردگی فروخته تا در عراق به سفارش هادی، پدرِ حسن عسکری خریداری شده و به ازدواج حسن عسکری درآید. گزارش این داستان به شرح زیر ثبت شده است:
پدر حسن عسکری، هادی، نامه‌ای به خط رومی به همراه ۲۰۰ دینار در کیسه قرمز رنگی قرار داده، به همراه دوستش بشار بن سلیمان به بغداد فرستاده، از او می‌خواهد تا به محلی که برده‌ها را به فروش می‌رسانند رفته، سراغ فروشنده‌ای به نام عمرو بن یزید را بگیرد که کنیزی را در اختیار دارد که به زبان رومی فریاد می‌زند: «حتی اگر ثروت و فخر سلیمان، پسر داوود، را داشته باشید، به شما توجهی نخواهم کرد، پس سرمایه‌تان را بیهوده تلف نکنید». هادی پیشگویی کرده بود که فروشنده پاسخ خواهد داد که به هر صورت مجبور به فروش اوست؛ و کنیز پاسخ خواهد داد تا برای اینکار عجله نکند و اجازه دهد تا خودش خریدارش را انتخاب کند. بشار نقل می‌کند که همان‌طور که از او خواسته شده بود، نامه را به کنیز داده، کنیز نامه را خوانده نمی‌توانسته جلوی گریه‌اش را بگیرد. سپس به عمرو بن یزید گفته که باید او را به نویسندهٔ این نامه بفروشد وگرنه خودش را خواهد کشت. بشار ادامه می‌دهد که در راه سامرا، کنیز پیوسته نامه را بوسیده آن را به صورتش می‌کشید، و وقتی بشار علت این امر را پرسیده بود، کنیز پاسخ داد که اولاد پیغمبر شک او را برطرف خواهند کرد. مدتی بعد کنیز داستانِ کامل خوابی که دیده و نحوهٔ فرار از قصر پدرش را برای بشار شرح می‌دهد. شرح این روایت و بحثی که حول اعتبار این گزارش صورت گرفته در کتاب دونالدسون قابل مطالعه است.
بر طبق روایات شیعه، فرزند حسن عسکری، به نام محمد، در نیمهٔ شعبان ۲۵۶ ه‍.ق متولد شد؛ و وی فرزندش را به چهل نفر از نزدیک‌ترین اصحابش نشان داد، سپس محمد غایب شد. حسن عسکری تولد فرزند را مخفی نگاه داشت، تا حدی که مادرش، حُدَیث، را به‌عنوان وارث خود تعیین کرد. همچنین، وی در اواخر عمرش اجازه داد شایعه بارداری کنیزی به نام «صقیل» طرح شود، تا مأموران خلیفه، که از نزدیک مسئول نظارت بر وی بودند، گمراه شوند. بعد از درگذشت حسن عسکری، مأموران خلیفه آن کنیز را تا یک سال تحت مراقبت قرار دادند و چون نشانه‌ای از بارداری نیافتند، رهایش کردند. به این ترتیب خلیفه باور کرد که وی بدون فرزند درگذشته است و طبق نظر نویسندگان شیعه، وعدهٔ الهی تحقق یافت.
بر اساس غالب منابع شیعه و سنی نظیر ابوالمعالی (و. پس از ۴۸۵ ه‍.ق)، ابن اثیر (و. ۵۵۵ ه‍.ق) و ابن شهرآشوب (و. ۵۸۸ ه‍.ق) و ابن طلحه (و. ۶۲۵ ه‍.ق) تنها فرزند وی محمد نام دارد، که بنا بر روایت مشهور نزد شیعه در نیمهٔ شعبان ۲۵۵ ه‍.ق متولد شد و البته سال‌های ۲۵۴ و ۲۵۶ ه‍.ق هم در منابع ذکر شده است. برخی منابع شیعه و سنی نظیر محمد زرندی (و. ۷۵۰ ه‍.ق) و حسین خصیبی (و. ۳۴۶ ق) فرزندان دیگری تا ۳ پسر و ۳ دختر را برشمرده‌اند. برخی از مورخان اهل سنت نظیر طبری (و. ۳۱۰ ه‍.ق) و ابن حزم (و. ۴۵۶ ه‍.ق) بر این نظرند که وی اصلاً فرزندی نداشته است.

## امامت
به اعتقاد شیعیان دوازده امامی، حسن عسکری بعد از درگذشت پدرش به حکم خداوند و به وصیت پدر در سال ۲۵۴ ه‍.ق در سن ۲۲ سالگی به امامت رسید. امامت حسن عسکری از سال ۲۵۴ تا سال ۲۶۰ ه‍.ق ادامه یافت.

### دیدگاه‌ها در خصوص امامت
محمدحسین طباطبایی می‌گوید شمار زیاد شیعیان در عصر وی، موجبات نگرانی خلفای عباسی را فراهم کرده بود. به‌علاوه عباسیان می‌دانستند که بزرگان شیعه بر مبنای احادیث فراوانی که از حسن عسکری و ائمهٔ پیشین به آن‌ها رسیده بود، معتقد بودند که عسکری صاحب فرزندی خواهد شد که ریشهٔ ظلم و اختناق را برخواهد داشت. خلفای عباسی، اما، مصمم بودند تا یک بار برای همیشه به امامت ائمهٔ شیعه پایان دهند.
در منابع شیعی، امام نهم، دهم و یازدهم، ابن الرضا لقب گرفته‌اند، به این دلیل که عده‌ای از شیعه ازجمله واقفیه، معتقد بودند که امامت با علی بن موسی الرضا پایان یافته است. اعطای نام ابن الرضا (پسر رضا) به این سه، نشانگر این مطلب بود که امامت در رضا متوقف نشده، بلکه به فرزندان او منتقل شده است. از زمان علی بن موسی الرضا تا زمان حسن عسکری انشعاب مهمی در میان شیعیان صورت نگرفت، جز موارد محدودی که در عرض چند روز از هم می‌پاشیدند.
اکثریت شیعه، پس از مرگ علی هادی به امامت فرزندش حسن عسکری گردن نهادند. اما چند اقلیت نیز پدیدار شدند که آن را نپذیرفتند. گروهی گفتند که علی هادی نمرده و غایب شده است. برخی به امامت محمد بن علی هادی، پسر ارشد علی هادی — که پیشتر مرده بود — معتقد شده و گفته‌اند که او غایب شده یا پس از مرگ مجدداً زنده می‌شود. جمعی نیز به امامت جعفر بن علی، برادر دیگر حسن عسکری، گرویدند. به هر صورت، احمد پاکتچی در دائرةالمعارف بزرگ اسلامی می‌نویسد بر اساس قرائن، در آن زمان برخی بر انقطاع امامت باور داشته‌اند، اما منابع دربارهٔ وجودشان تصریح نکرده‌اند. به‌گفتهٔ وی، درگذشت محمد و ویژگی‌های ناشایست جعفر، سبب شد که حسن عسکری با چالشی جدی از سوی قائلان به امامت آن‌ها روبرو نشود، بلکه مشکل اصلی وی با معتقدان به انقطاع امامت بوده است. این تردیدها و اختلافات موجب آن شده که حسن عسکری با ارسال نامه‌هایی برای اصحاب خود در تثبیت امامت خود و دفع شک و اختلاف بکوشد، ازجمله وی نامه‌هایی در این خصوص به اسحاق بن اسماعیل نیشابوری و احمد بن اسحاق اشعری و برخی دیگر می‌نویسد و این نامه‌ها نشان‌دهندهٔ پراکندگی این اختلافات در سرزمین‌های مختلفی است که شیعیان در آن می‌زیسته‌اند.

### فشار و اختناق خلفای عباسی
خلفای عباسی همواره امامان شیعه را تحت فشار و محدودیت قرار می‌دادند و این فشارها در دوران جواد، هادی و حسن عسکری در سامرا به اوج رسید به‌طوری که این سه شخص عمر طولانی نکردند. تعقیب و مراقبت از هادی و حسن عسکری به قدری بود که آنان را در میان لشکریان جای داده بودند و به همین دلیل این دو را «عسکریین» لقب داده‌اند. برخی منابع گفته‌اند، حسن عسکری تقریباً تمام دوران امامتش را در حبس خانگی خلفای عباسی در سامرا به سر برد و تماس اجتماعی نداشت و در تقیه به سر می‌برد. اما برخی دیگر با اشاره به ملاقات‌هایی که در خانه وی و نیز در مسیر تردد وی صورت گرفته، می‌گویند وی در ابتدای امامت، دارای آزادی محدود و اندکی بوده است، که در خلال آن شیعیان با وی ارتباط داشته‌اند. همچنین، وی به ساماندهی شبکهٔ وکلا و گردآوری وجوهات پرداخت.
پیش از آنکه حسن عسکری به خلافت برسد، مستعین خلیفه بود و وی با علی هادی، امام دهم، و پسرش حسن عسکری خصومت داشت. متقابلاً، این دو نیز دشمن وی بودند. نامه‌ای از حسن عسکری در بیست سالگی خطاب به ابواحمد عبیدالله بن عبدالله بن طاهر، از امرای طاهریان، که از مخالفان مستعین بود به ثبت رسیده، و در آن خلیفه را «طاغی» نامیده و از خداوند عزل وی را خواستار شده است. اندکی بعد در پی شورشی علیه مستعین، وی خلع شد و معتز به جایش خلیفه شد.
امامت حسن عسکری مصادف بود با خلافت معتز (خ. ۲۵۲–۲۵۵ ه‍.ق/۸۶۶–۸۶۹ م)، مهتدی (خ. ۲۵۵–۲۵۶ ه‍.ق/۸۶۹–۸۷۰ م) و معتمد (خ. ۲۵۶–۲۷۹ ه‍.ق/۸۷۰–۸۹۲ م)، که همگی خلفایی ضعیف بودند و قدرت در دست سرداران نظامی ترک و بربر بود. در ابتدای امامت، وی آزادی نسبی داشت و در خانه‌اش می‌زیست و در خیابان با شیعیان دیدار داشته، و در خانه نیز گاه ملاقات‌هایی رخ داده است. قبل از آنکه یک سال از امامت حسن عسکری سپری شود، معتز، خلیفهٔ عباسی، به‌علت فعالیت‌های وی ازجمله گردآوری وجوهات، نامه‌نگاری با وکلا و ارتباط با برخی رجال نظیر ابواحمد طاهری، به او بدگمان شد و در سال دوم، ۲۵۵ ه‍. ق، که هم‌زمان با آخرین سال خلافت معتز بود، حسن عسکری زندانی شد. در این دوره، طراحی چندین توطئه برای قتل وی با صحنه‌سازی ذکر شده است، که هیچ‌یک اجرایی نشد و معتز در این ایام درگذشت. صالح بن وصیف، که امیرالامرای دورهٔ معتز و مهتدی بود، به‌شدت با حسن عسکری دشمنی داشت و علیه او توطئه می‌کرد.
دوران حبس عسکری در طول دوران کوتاهِ خلیفهٔ بعدی، مهتدی، هم ادامه پیدا کرد. حتی با قتل صالح بن وصیف در سال ۲۵۶ ه‍.ق و انتقال قدرت به موسی بن بغا و نصر بن احمد زبیری، تغییری در این سیاست ضدشیعی پدیدار نشد. مهتدی، نیز در این ایام طرحی برای قتل حسن عسکری درافکند. اما، نصر بن احمد زبیری که بنا بود طرح را اجرا کند، به جنگی فرستاده و در طی آن کشته شد. خلیفه نیز اندکی بعد، در پی شورشی در سال ۲۵۶ ه‍.ق از خلافت عزل شد و مدتی بعد درگذشت.
اما، بیشتر دورهٔ حبس امام مربوط به دورهٔ معتمد می‌شود که در ادبیات شیعه به‌عنوان سختگیرترین خلیفه نسبت به عسکری معروف است. دورهٔ معتمد با شورش‌های علویان و افراد منتسب به آن‌ها همزمان بود. معتمد نیز به تفاوت رویکرد امامیه با دیگر گروه‌های شیعه آگاه بود و حسن عسکری را از زندان آزاد کرد. علی بن زید بن علی در کوفه قیام کرد و بر آن تسلط یافت، اما سپس‌تر شکست خورد. شورش دامنه‌دارتر، شورش صاحب‌الزنج (۲۵۵–۲۷۰ ه‍.ق) در بصره و جنوب بین‌النهرین بود. وی منتسب به علویان بود، اما حسن عسکری در نامه‌ای به‌صراحت انتساب وی به اهل بیت را نفی می‌کند. این کار هم برای جلوگیری از عدم انتساب رفتارهای ناپسند صاحب‌الزنج به شیعه در نگاه مردم و هم برای کاهش فشار خلافت بوده است. حتی بنا بر روایتی از مسعودی، زمانی که معتمد یا برادرش، موفق، عازم جنگ با صاحب‌الزنج شد، حسن عسکری و جمعی از شیعیان وی را مشایعت کردند.
حسن عسکری، مجدداً از آزادی عملی که طی سال‌های ۲۵۶ تا ۲۶۰ ه‍.ق به دست آورد، برای ایجاد انسجام در شیعه، گردآوری وجوهات و سازماندهی اجتماعی استفاده کرد و همین موضوع در پایتخت خلافت عباسی، موجب بروز حساسیت خلافت گردید. در آغاز سال ۲۶۰ ه‍.ق وی به مادرش در خصوص بروز مشکلات احتمالی هشدار می‌دهد. در ماه صفر همان سال، حسن و برادرش جعفر به دستور خلیفه بازداشت و زندانی شدند. حدود یک ماه بعد، مجدداً این دو از زندان آزاد می‌شوند و اندکی بعد خبر درگذشت وی در خانه‌اش منتشر می‌شود. منابع شیعه، عامل مسمومیت و مرگ عسکری را معمولاً معتمد ذکر می‌کنند.

### ارتباط با شیعیان
اگر چه ارتباطات به صورت مستقیم امکان‌پذیر بود، ولی برای رعایت اصل تقیه در مواردی که ارتباط حضوری خطرساز می‌نمود، ارتباطات غالباً شکل مکاتبه‌ای داشت. به‌عنوان نمونه نقل شده است در روزی که عسکری قصد رفتن به دارالخلافه را داشت، عده‌ای سر راهش جمع شده تا او را از نزدیک ملاقات کنند که در همین حال نامه‌ای از سوی او دریافت کردند مبنی بر اینکه کسی به او نزدیک نشده به او سلام یا اشاره نکند که در امان نخواهد بود. با این حال عسکری با شیعیان در فرصت‌های مختلف و با سرپوش‌های گوناگون ملاقات می‌کرد. اما بهترین راه ارتباط با او مکاتبه بود که نمونه‌های فراوانی در کتب شیعی می‌توان برای آن پیدا کرد.
تشکیلات وکالت از عصر جعفر صادق به بعد تأسیس و رفته‌رفته دارای نظم و گستردگی بیشتری شد تا آنجا که در عصر عسکری و سپس دوران غیبت صغری به اوج گسترش و انسجام رسید. این سازمان که به ظاهر برای جمع‌آوری و تحویل وجوه شرعی، نظیر خمس و زکات تأسیس شده بود، در کنار آن به انجام وظایفی چون نقش علمی و دینی و تحویل نامه‌های حاوی سؤالات شرعی و مهم‌تر از آن نقش ارشادی در معرفی امام بعدی پس از مرگ امام پیشین را بر عهده داشت. در این تشکیلات، امام رهبر مجموعه تلقی می‌شد و وکلای ارشدی بودند که نقش ناظر بر عملکرد وکلای نواحی مختلف را ایفا می‌کردند. در عصر عسکری عثمان بن سعید عَمْری به‌عنوان دستیار اصلی عسکری در امور مربوط به سازمان انجام وظیفه می‌کرد و رابط اصلی نمایندگان و شیعیان نواحی مختلف با عسکری بود. گاهی مناطق شیعه‌نشین به‌حسب میزان و کیفیت تجمع شیعیان به چندین منطقهٔ کلی تقسیم و هر منطقه به وکیلی خاص سپرده می‌شد. به نوشتهٔ ساشادینا و جاسم حسین در شرایطی که چند امام آخر به‌شدت تحت نظر بودند و امکان ارتباط مستقیم شیعیان با امامان وجود نداشت، اداره امور جامعهٔ شیعه عملاً بر عهدهٔ وکلایی بود که رابط بین ائمه و مردم بودند.
گسترش و پراکندگی جغرافیایی شیعیان، باعث شد تا عسکری شبکه سری ارتباطی وکالت در مناطق مختلف را گسترش دهد، که به‌وسیله این شبکه، نامه‌ها و مکتوبات فراوانی با شیعیان رد و بدل شده و بسیار کارآمد بوده است. همچنین عسکری از نمایندگانی جهت ارتباط با شیعیان استفاده نمود که ازجملهٔ این افراد باید از عقید، خادم خاص وی یاد کرد. مسعودی نقل کرده که هادی، از بسیاری از شیعیان به جز اندکی در احتجاب بود. وقتی نوبت به حسن عسکری رسید با همه از پس پرده سخن می‌گفت تا زمینه را برای غیبت مهدی آماده کنند. آن‌ها همچنین نوید تولد مهدی را داده بودند. لازمهٔ این کار، تقویت و توجیه سیاسی رجال و عناصر مهم شیعه و استفادهٔ گسترده از آگاهی غیبی برای از بین بردن شک‌ها و تردیدهای زمان بود.

### قتل فارِس بن حاتم
یکی از دستیاران اصلی حسن عسکری در سامرا، فارس بن حاتم بن ماهویه قزوینی در مشاجره‌ای با دستیار دیگر امام، علی بن جعفر همانی، درگیر شد. کار این درگیری سرانجام بالا گرفت و به دشنام‌گویی و دشمنی سخت انجامید. در این بحران، حسن عسکری جانب علی بن جعفر همانی را گرفته و از وکلای خود در مناطق مختلف خواست که برای ارتباطات خود با وی و ارسال وجوهات از طریق فارس بن حاتم استفاده نکنند. علاوه بر آن دستور داد تا این دستور را مخفیانه نگاه داشته و از تحریک فارس خودداری کنند. اما فارس علی‌رغم دستور حسن عسکری همچنان به دریافت وجوهات از آن مناطق ادامه داد، تنها فرقی که بعد از تصمیم حسن عسکری کرد این بود که دیگر آن‌ها را پیش حسن عسکری نمی‌فرستاد. اندکی بعد حسن عسکری رسماً به وکلایش اعلام کرد که به شیعیانش بگویند که فارس دیگر وکیل ایشان نیست و کسی نباید وجوهات مربوط به امام را در اختیار او قرار دهد. سپس حسن عسکری با صدور دو مکتوب، فارس را لعن و طرد کرد. از این به بعد فارس علناً شروع به مبارزه علیه حسن عسکری کرد. منابع موجود چیزی از جزئیات عملیات و اقدامات او به دست نمی‌دهند جز آنکه او به فسادانگیزی پرداخته و شیعیان را به بدعت فرا می‌خوانْد و می‌کوشید تا آن‌ها را به جمع خود درآورد. در پیامی که حسن عسکری به یکی از پیروانش فرستاده بود ذکر کرده که فارس «سخن پلیدی» گفته بود. حسن عسکری دستور داد تا این شخص به قتل برسد. چنین دستوری از ناحیه دوازده امام در موارد بسیار استثنایی مسبوق به سابقه بود. دستور حسن عسکری به‌وسیلهٔ یکی از شیعیان مخلص و فداکار انجام شد و فارس به قتل رسید. قاتل فارس تا زمان فوت خود که اندکی پس از وفات حسن عسکری روی داد، از حسن عسکری مستمری دریافت می‌کرد.

### جایگاه عثمان بن سعید
عثمان بن سعید از وکیلان هادی و حسن عسکری بوده است. علی هادی، امام دهم شیعه، وی را به نمایندگی خود در عراق برگزید، که البته این نمایندگی در زمان امام یازدهم حسن عسکری نیز تأیید شده است. وی زیر پوشش یک روغن‌فروش فعالیت کرده، شیعیان سؤالات و وجوهی را که می‌خواستند به وی تحویل دهند، به او رسانده و او آن‌ها را در ظرف‌ها و مشک‌های روغن قرار داده، به حضور عسکری می‌رساند. به اعتقاد کنونی شیعه، عثمان بن سعید مستقیماً توسط حسن عسکری به نیابت تعیین شده بود. او سازماندهی شیعیان سامرا را به عهده داشت. در زمان حسن عسکری، عثمان پول را از شیعیان عراق به شیعیان سامرا — که تحت کنترل شدید عباسیان بودند — می‌رساند. عثمان کسی بود که بعد از مرگ حسن عسکری، مراسم خاکسپاری او را سازمان‌دهی کرد. او حتی پس از مرگ حسن عسکری و با ورود به عصر غیبت صغری، به‌عنوان نخستین نایب خاص حجت بن الحسن نیز ایفای نقش کرده است.

### موقعیت علمی
در روایات شیعی، عسکری مخزن علم و جانشین محمد، پیامبر اسلام معرفی شده است. در دوران عسکری شک و شبهه‌های مذهبی زیادی وجود داشت. عسکری، اما، بر خلاف پدرانش که آزادی بیشتری داشتند، نمی‌توانست با شکاکان روبرو شده، مستقیم به سؤالات آن‌ها پاسخ دهد؛ با این وجود در جواب کسانی که مخصوصاً قرآن را زیر سؤال می‌بردند، نوشته‌هایی ازجمله یک تفسیر، که منتسب به اوست، نگاشته است. نقل شده است که کندی — که او را به‌عنوان اولین فیلسوف اسلامی می‌شناسند — در حال نوشتن کتابی با عنوان «تناقضات قرآن» بود. وقتی این خبر به گوش عسکری رسید، یکی از شاگردان کندی را به حضور طلبیده پرسید آیا یک مرد عاقل در میان آن‌ها یافت نمی‌شود تا کندی را از این کار بازدارد. شاگرد پاسخ داد که کندی استاد اوست و قادر نیست او را توجیه کرده از این کار منصرف کند. حسن عسکری، اما، او را راهنمایی کرد چگونه کندی را به سؤال کشیده او را از کارش منصرف کند. عسکری از او خواست به سراغ کندی رفته، رعایت ادب را کرده، از او بخواهد تا در آنچه به آن مشغول است کمکش کند: «وقتی با تو احساس راحتی کرد از او بپرس آیا ممکن است شخص دیگری معنی دیگری جز آنچه شما در ذهن دارید از قرآن درک کند؟» کندی پاسخ خواهد داد: «البته! چون او کسی است که درک می‌کند وقتی گوش می‌دهد.» اگر این را گفت در پاسخ بگو: «از کجا می‌دانید؟ شاید او معنی متفاوتی با معنی‌ای که شما درک کرده‌اید، درک کند و سپس معنایی جعلی برای قرآن درست کند…» شاگرد همان‌طور که عسکری خواسته بود عمل کرد و کندی به اندازهٔ کافی باهوش بود تا بگوید: «کسی مثل تو نمی‌تواند به چنین چیزی رسیده باشد… بگو این حرف را از کجا آورده‌ای؟» کندی وقتی اصل داستان را شنید گفت: «اکنون حقیقت را گفتی! چیزی مثل این از غیر آن خانه (اهل بیت) بیرون نمی‌آید.» گفته می‌شود کندی پس از این واقعه کتابش را سوزاند.

### کرامات حسن عسکری به روایت شیعیان
بنا بر منابع شیعی، وی حتی در دوران کودکی از علم الهی برخوردار بود. روزی مردی او را، که کودکی بیش نبود، در حال گریه دید. مرد برای فرونشاندن گریه‌اش گفت که برایش اسباب‌بازی خواهد خرید تا با آن بازی کند. عسکری پاسخ داد: «ما برای بازی خلق نشده‌ایم.» مرد گفت: «پس برای چه خلق شده‌ایم؟» عسکری پاسخ داد: «برای عبادت و دانش اندوزی.» مرد پرسید که این پاسخ را از کجا آورده است. عسکری آیه‌ای از قرآن را خواند که: «آیا پنداشته‌اید که شما را بیهوده آفریده‌ایم» (قرآن ۲۳:۱۱۵) مرد که تعجب کرده بود گفت: «مگر کودک معصومی مثل تو چه کرده که باید برای آن گریه کند؟» عسکری گفت: «از من دور شو! مادرم را دیده‌ام که هیزم‌ها را آتش می‌زند در حالی که آتش شعله‌ور نمی‌شود، مگر اینکه اول تکه‌های کوچک هیزم آتش بگیرد. ترسم این است که من از تکه‌های کوچک هیزم جهنم باشم.»

### آثار

#### تفسیر عسکری
این تفسیر روایی، که تا پایان آیهٔ ۲۸۲ سورهٔ بقره در دست است، با بیان روایاتی راجع به فضائل قرآن و تأویل و آداب قرائت قرآن آغاز شده و با ذکر احادیثی مشتمل بر فضائل اهل بیت و مثالب دشمنان اهل بیت ادامه یافته است. بحث‌های متعددی نیز دربارهٔ سیرهٔ نبوی، به‌خصوص راجع به مناسبات پیامبر و یهودیان، مطرح شده است. بیشتر روایات طولانی و مفصّل است، به‌طوری‌که گاه یک روایت چندین صفحه را دربرمی‌گیرد. بین دانشمندان در نسبت این تفسیر به حسن عسکری اختلاف است. مهم‌ترین دلیلی که برای تشکیک این انتساب ذکر می‌شود، این است که عسکری تحت نظارت کامل خلفای عباسی بوده است و نمی‌توانسته بدون ارتباط با اصحابش این نوشته را منتشر کند.

#### صحیفهٔ عسکریه
صحیفهٔ عسکریه مجموعه دعاهای تعلیم‌شده از سوی حسن عسکری است که مشتمل بر حمد خداوند، صلوات بر اهل بیت، پناه‌جویی به درگاه خداوند از شرِّ دشمنان، کِید حاسدان، آفات، امراض، دردها و مشکلات است؛ و نیز در دعایی برپایی عدالت در جهان با قیام مهدی بشارت داده و طلب شده است. همچنین، دربردارندهٔ دعاهایی است که در نامه‌ها و توقیعاتی که برای اصحاب خویش می‌فرستاده و متناسب با هرکس، دعایی را ذکر کرده است.

### اصحاب
حسن عسکری با وجود اختناق حاکم به تربیت شاگردان زیادی پرداخت. احمد بن محمد برقی و شیخ طوسی نام جمعی از اصحاب و شاگردان حسن عسکری را در کتب رجالی خود ذکر کرده‌اند، که مشهورترین آن‌ها به شرح زیر هستند:
1. ابو عمرو عثمان بن سعید عَمری (نائب اول مهدی)
2. احمد بن اسحاق قمی
3. ابراهیم بن مهزیار
4. ابو هاشم داود بن قاسم جعفری
5. محمد بن حسن صفار قمی
6. محمد بن عثمان بن سعید عمروی (نائب دوم مهدی)
7. عبدالله بن جعفر حمیری
8. احمد بن محمد بن مطهّر
9. ابوسهل اسماعیل بن علی نوبختی
10. محمد بن صالح بن محمد همدانی
11. علی بن مهزیار اهوازی
12. فضل بن شاذان
13. احمد بن محمد برقی
14. عبدالعظیم حسنی
15. سعد بن عبدالله اشعری
16. محمد بن حسین کوفی
17. محمد بن صالح ارمنی
18. هارون بن مسلم کاتب
19. سهل بن زیاد آدمی
20. داوود بن عامر اشعری
21. محمد بن عیسی یقطینی
22. محمد بن علی تستری
23. احمد بن محمد سیاری
24. علی بن محمد سمری
25. اسماعیل بن اسحاق نیشابوری
26. ابراهیم بن عبده نیشابوری
27. ابراهیم بن محمد نیشابوری
28. احمد بن حماد محمودی
29. احمد بن ادریس قمی
30. حسین بن اشکیب مروزی

## سیمای ظاهری
حسن عسکری را فردی میانه‌قامت، گندمگون، زیباروی، نه فربه و نه لاغر، با گردن بلند و سینهٔ پهن، زیباروی، با ابروان کمانی، پیشانی گشاد، چشم‌های فراخ، سرخ‌گونه و با خال هاشمی بر گونهٔ راست توصیف کرده‌اند.

## مرگ
بنا بر نقل مشهور، حسن عسکری در روز جمعه، ۸ ربیع‌الاول سال ۲۶۰ ه‍.ق در سن ۲۹ سالگی وفات یافت. البته، تاریخ‌های دیگری نظیر اول، چهارم و دوازدهم ربیع‌الاول نیز ذکر شده است. وی در سامرا در منزل خود، کنار پدرش هادی به خاک سپرده شد. پس از مرگ عسکری بنابر نقلی، معتمد، ابوعیسی فرزند متوکل را فرستاد تا بر وی نماز گزارد. پس از مرگ وی، بازارهای شهر تعطیل شد و مقامات سیاسی، اصناف و طبقات مردم در تشییع وی شرکت کردند.
در مورد علت مرگ حسن عسکری اختلاف نظر وجود دارد؛ بر اساس نظر شیعیان عسکری با سمِّ خلیفه کشته شد، ولی سایرین معتقدند که وی بر اثر بیماری از دنیا رفته است. به‌گفتهٔ طبرسی، برخی از امامیه بر اساس حدیثی که به مقتضای آن، همهٔ ائمه به شهادت از دنیا می‌روند، باور داشتند که حسن عسکری نیز مسموم شده است. ابن شهرآشوب به استناد برخی نوشته‌ها ازجمله دلائل الامامة وی را شهید می‌داند. در منابع متأخر با تکیه بر قول به مسمومیت، نقل است که خلیفهٔ وقت از دستور خود نسبت به قتل وی پشیمان شد، طبیبان را ملازم خانهٔ او ساخته تا علاجی حاصل شود، اما کوشش آنان سودی نداشت و سم منجر به وفات حسن عسکری شد. به نظر رسول جعفریان کشته‌شدن وی امری کاملاً محتمل است. وی علاوه بر استناد تاریخی بر منابع قرن ششم هجری، چنین استدلال می‌کند که: «سوابق بازداشت و خطری که همواره از طرف دستگاه حاکم، متوجه جان حضرتش بود و اینکه آن حضرت یک شخصیت مخالف سیاسی به حساب می‌آمده و رحلت او در سنین جوانی رخ داده همگی می‌تواند مؤید کشته‌شدن وی باشد.» به نظر احمد پاکتچی صرف نظر از اینکه «منابع تاریخی متقدم» به کشته‌شدن وی اشاره کرده باشند یا نه، محور مشترکی وجود دارد که همگی از آن سخن رانده‌اند و آن این است که خلیفه تلاش داشته تا با واسطه‌های مختلف ازجمله طبیبان و معتمدان به مردم اعلام کند که حسن بن علی به مرگ طبیعی وفات نموده است. این محور مشترک در متون تاریخی نشانگر این است که سوءظن جدی نسبت به مرگ وی، در بین مردم وجود داشته که خلیفه نیاز به چنین تلاشی احساس کرده است. اخبار رسیده از منابع تاریخی، مبنی بر این است که پس از مرگ وی، کنیزان خانه او توسط کارگزاران خلیفه وارسی و از حیث بارداری بررسی شده‌اند؛ این خبر نیز حاکی از این است که خلیفه به عمر امامت شیعه حساس بوده است.

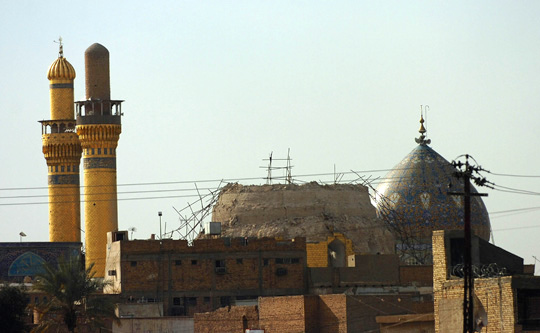
حرم علی نقی و حسن عسکری پس از انفجار و تخریب

### حرم عسکریین
حرم هادی و حسن عسکری دو بار  تخریب شد. اولین حمله در ۳ اسفند ۱۳۸۴ که با بمب‌گذاری در مرکز گنبد، گنبد و بخشی از گلدسته‌های حرم را ویران کردند. دومین حمله نیز در ۲۳ خرداد ۱۳۸۶ رخ داد که گلدسته‌ها نیز مورد تخریب واقع شد.

## جانشینی وی
پس از وفات حسن عسکری از آنجا که او برخلاف سایر امامان شیعه به‌طور علنی جانشینی برای خود برجای نگذاشته بود، بحران فکری و اعتقادی بزرگی در میان پیروان امام شیعه به‌وجود آمد. در این دوران که به «سال‌های حیرت» موسوم است، شیعیان که معتقد بودند زمین نمی‌تواند از حجت خدا خالی باشد و امام بعدی با وصایت توسط امام قبلی معرفی می‌شود، بر سر جانشینی او به چند گروه تقسیم شدند. برخی می‌گفتند که او به نزد خدا عروج کرده و منتظر بازگشتش بودند. برخی گمان می‌کردند که چند سال پیش از کشته‌شدنش فرزندی از او به نام «محمد» به دنیا آمده است. گروه دیگری هم معتقد بودند که یکی از کنیزانش از او حامله است و روزی مهدی موعود را به دنیا می‌آورد. گروه‌هایی هم امامت یکی از برادران حسن عسکری، جعفر یا محمد را پذیرفتند. به‌نوشتهٔ جاسم حسین گروهی با ادله‌ای مشابهِ افطحیه معتقد بودند امامت از حسن عسکری به جعفر رسیده است. این عقیده به‌خصوص در میان متکلمان کوفه رواج داشت که رهبری آنان را علی بن الطلح از متکلمان مشهور افطحیه بر عهده داشت. گروهی دیگر به رهبری علی بن محمد بن بشار از اساس منکر امامت حسن عسکری بودند و پیش از درگذشت وی هم معتقد بودند امام دهم، جعفر را به امامت برگزیده است. اما جعفر خود مدعی بود که امامت از جانب برادر دیگرش محمد بن علی هادی به وی رسیده است.
جاسم حسین، از قول ابوسهل نوبختی روایت می‌کند که اصحاب نزدیک عسکری پس از درگذشت وی متفق‌القول بودند او از خود پسری برجا گذاشته که امام است اما شیعیان را از پرسیدن نام او و افشای وجودش برای دشمنان منع می‌کردند. همچنین طبق گزارش‌های شیخ صدوق، شیخ توسی و رجال نجاشی حسن عسکری پیش از فوت پسر خود را به‌عنوان جانشین به چهل تن از اصحاب نزدیکش معرفی کرده و به آن‌ها دستور داده در طول غیبت وی از عثمان بن سعید و پسرش محمد بن عثمان اطاعت کنند. بخش بزرگتری از شیعیان این نظر را پذیرفتند. همچنین به‌نوشتهٔ مدرسی پس از مرگ عسکری، اصحاب نزدیکش به رهبری عثمان بن سعید عمری، اعلام کردند که حسن عسکری پسری داشته که مخفی نگاه داشته شده بود چرا که بیم آن می‌رفت که دستگیر شود و به قتل برسد. آن‌ها مُصِر به نگاه داشتن این اعتقاد بودند که فرزندی از عسکری در غیبت هست که به فرمان خدا قیام خواهد نمود. معتمد به این دلیل دستور داد خانه امام را بگردند. یکی از کنیزان که مشکوک به حاملگی بود، در قرنطینه‌ای تحت مراقبت قرار گرفت. در موردی مشابه، همسر عسکری به نام «صقیل» زندانی شد که چرا محل اختفای پسرش را نمی‌گوید. عباسیان همچنین جعفر، برادر عسکری و مدعی جایگاه امامت را مورد حمایت قرار دادند تا در خانوادهٔ امام نزاعی برقرار کند. منابع شیعه جعفر را شخصی دنیادوست و لذت‌جو معرفی می‌کنند که برای امام شدن از اهرم‌های فشار مختلفی — در هنگام خلافت معتمد — استفاده نمود و بیشتر از یک بار سعی در بدنامی کسانی نمود که اعتقاد به امامت فرزند غایب عسکری داشتند. امامیه جعفر را جعفر کذاب می‌دانند و معتقدند او ویژگی‌های امامت را نداشت. گرچه ممکن است همه نسبت‌هایی که به جعفر کذاب داده می‌شود درست نباشد ولی قطعاً مقداری حقیقت در مورد نسبت‌هایی که شیعه به جعفر کذاب داده، وجود دارد چرا که پیروان جعفر گاهی به هنگام دفاع از او اظهار می‌نمودند که وی از خصوصیات جوانی خود فاصله گرفته است.
در میان فرقه‌های مختلفی که پس از مرگ حسن عسکری ایجاد شد، تنها تشیع دوازده‌امامی — که معتقد به وجود پسری از حسن عسکری، همنام پیامبر اسلام، بودند — دوام یافت.

### اختلاف بر سر میراث وی
جعفر (و. ۲۷۱ ه‍.ق)، تنها برادر زندهٔ حسن عسکری، پس از درگذشت وی، مدعی شد حسن عسکری فرزندی نداشته است و میراث وی را تصاحب کرد. بین جعفر و مادر حسن عسکری بر میراث وی اختلافی بروز کرد که توسط مدرسی و جاسم حسین به دو شکل متفاوت تبیین شده است. مدرسی می‌گوید مادر حسن عسکری، حُدَیث، در نقطهٔ مقابل ادعا کرد که فرزند حسن عسکری هنوز به دنیا نیامده اما کنیزی به نام «صقیل» از حسن حامله است. این ادعا صرفاً برای آن بود که دست جعفر برادر حسن عسکری از ارث کوتاه شود؛ زیرا در صورت فرزنددار بودن حسن، برطبق فقه اهل سنت میراث حسن عسکری تنها به مادر او تعلق می‌گرفت. این ادعا به جایی نرسید و کنیز تا چندین سال تحت نظر بود و فرزندی به دنیا نیاورد. بزرگان شیعه و یاران نزدیک حسن عسکری نیز بعضی جانب جعفر را گرفتند و عده‌ای جانب مادر حسن عسکری را. اما جاسم حسین می‌گوید طبق روایت شیخ مفید حسن عسکری وصیت‌نامه‌ای تنظیم کرد و تمام دارایی خود را به مادرش بخشید. حُدَیث پس از دریافت خبر درگذشت وی از مدینه به سامرا آمد اما تمام اموال تحت سیطره عباسیان درآمده بود و جعفر نیز بر حق خود از ارث اصرار داشت. حدیث با استناد به فقه امامیه گفت حسن عسکری وی را وارث خود قرار داده و جعفر حقی در آن ندارد. پس از آنکه محقق شد صقیل آبستن نبوده قاضی به نفع حدیث رأی داد اما میراث بر خلاف فقه امامیه نصف شد.

## سال‌شمار
سال میلادی
سال میلادی
توضیحات
- مقیاس نمودار در ردیف نخست با مقیاس ردیف دوم (مرتبط با حجت بن الحسن) یکسان نیست.